# مخيم جزيرة براونسي الكشفي
مخيم جزيرة براونسي الكشفي بدأ عندما كان الأولاد يخيمون في جزيرة براونسي في بول ميناء بجنوب انجلترا، وكانت الجزيرة مصدر إلهام لمؤسس الحركة الكشفية بادن باول في كتابته كتاب الكشافة للأولاد. شارك الأولاد العديد من الأنشطة الاجتماعية مختلفة من 1-8 أغسطس في العام 1907 وأنشطة مثل التخييم، والمراقبة، النحت على الخشب، والفروسية وغيرها. يعتبر مخيم جزيرة براونسي الكشفي أول مخيم كشفي في العالم، ويعتبر هذا الحدث بأنه الأصل الحقيقي للحركة الكشفية في جميع أنحاء العالم.

## روابط خارجية
- Baden-Powell Photo Gallery 1907-1920
- Map of Brownsea Island